# なれる!SE
『なれる!SE』（なれる!エスイー）は、夏海公司による日本のライトノベル。イラストはIxyが担当。電撃文庫（アスキー・メディアワークス→KADOKAWA）より2010年6月から2017年8月まで刊行された。2016年8月時点でシリーズ累計部数は60万部を記録している。
メディアミックスとして、『ファミ通コミッククリア』（エンターブレイン→KADOKAWA）にて、鶴山ミトによるコミカライズが2011年9月16日から2013年11月15日まで連載された。また2012年12月5日には本作のドラマCDが発売された。
とあるブラック企業のシステム開発会社に就職した主人公が、見た目は幼いが実力のある女性上司とともにシステムエンジニアとして日々激務に追われる様子を描いた物語。

## あらすじ
厳しい就職活動を乗り越え、偶然目に留まった求人広告に魅かれシステム開発会社のスルガシステムに就職が決まった桜坂工兵。期待や不安が入り混じる中、入社した彼を待っていたのは、説明とはまったく異なる実態と、あまりに過酷な会社の業務環境だった。中学生の少女にしか見えないが凄腕のSEである室見立華の下でOJTを受けることになった工兵は厳しく指導される中、システムエンジニアとしての第一歩を踏み出すことになる。
入社早々のトラブルを乗り切った工兵は以降新卒1年目とは思えない働きぶりを見せる。大手企業のDRサイト構築、出版社の移転プロジェクトの完遂、客先の常駐業務、新サービスの開発、管理職業務の担当など幅広い業務をこなし貪欲に働いた工兵は新卒2年目を迎え、新入社員の教育を担当する。

## 登場人物
声の項はドラマCD版の担当声優。
主要登場人物の苗字は、すべて福岡市地下鉄に対応する駅名がある。準主要登場人物の苗字は福岡県内の他路線に対応する駅名がある。主要ではない登場人物についてはイニシャルで省略されるか（K坂、Y中など）、工兵が脳内で似ている有名人や動物になぞらえている。

### 株式会社スルガシステム
創立わずか数年の小さなシステム開発会社。所在地は御茶ノ水。社員数は30数名。給料は年俸制。
社長の方針で営業を置かず、社長が考えなしに勝手に案件を取ってくるため、いつも終電ギリギリになるほど仕事に追われている。過酷な環境のため社員もブラック企業であると承知しており、人の入れ替わりが頻繁にある。SE部とOS部は仕事の都合上仲が悪く、特に立華と梢が対立の果てに喧嘩に至ることも多い。

#### SE部（システムエンジニアリング部）
桜坂 工兵（さくらざか こうへい）
声 - 石川界人
本編の主人公。やや童顔の青年で新卒入社時22歳。
厳しい就職活動の中、スルガシステムの求人広告で紹介された体験談に感銘を受け、採用担当の言葉に乗せられて入社するが、説明とはまったく異なる会社の実態を知り落胆する。教育係になった立華の下でOJTを受け、悪戦苦闘の社会人生活を始めることになる。立華の無茶なやり方や仕事への自信喪失から一時は退職も考えたが、とある案件を二人でどうにか成功させ、以後も立華の下でやっていくことを決める。大学時代は消費者行動論を専攻しており、ゼミの同期は一流上場企業に勤めているものも多く、劣等感を感じている。
静岡県浜松市出身で両親と妹がいる。実家は江戸時代から続く和菓子屋『遠州桜華庵』を経営しており、店の手伝いで客の相手をしていた経験から、我の強い立華と、同僚や顧客の間に立って折衝する役割を担う。泥酔すると突飛な行動に出るため、飲み会では立華たちを戦々恐々とさせた。いつも一緒にいる立華が無防備なせいか最近、視線を上手くコントロールできないでいる。言ってもいないこと、やってもいないことをまわりに捏造されて、性犯罪者に仕立て上げられそうになることもしばしばある。第13巻にて社会人2年目となり、新人教育を担当する。
自宅の最寄り駅は白山通り沿いにある模様。作中の描写から、御茶ノ水駅から中央・総武線各駅停車（作中では総武線）で水道橋駅、そこから都営地下鉄三田線で通勤していると思われる。
名前の由来は、福岡市地下鉄七隈線の桜坂駅。
室見 立華（むろみ りっか）
声 - 東山奈央
肩書に似合わず中学生のような幼い容姿で長い髪に小柄な身体つきをしており、顔立ちは整っている。年齢や経歴は長らく不明であったが、第12巻にて年齢は17〜18歳で学年でいえば高校3年生であることが明らかになる。高校1年次に星条学園へ編入されたが、同級生とはうまくいかず、裏サイトの情報を流出させるなどの不正アクセスを行って不登校となった。立華の母親（旧姓：七隈）は名家の筋であったが、駆け落ち後離婚するなど複雑な家庭環境で育った。立華はシステムエンジニアであった父親にはなついており、その影響でエンジニアの道を進むようになった。学歴は中卒となるため、立華を心配した叔父である七隈陣によって、スルガシステムを退職させられかけたが、大卒程度の学歴をつけることを条件として引き続き在職することとなった。声は釘宮理恵に似ているとされる。
ネットワーク系のSEで、高い実力を持ち、JT&Wで派遣社員として勤務した経験があるが、良い思い出ではないらしい。自他共に認めるワーカーホリックで、帰宅せずに会社のラボルームで寝泊まりすることも多い。入社したばかりの工兵の教育を担当し、そのまま工兵の直属の上司となる。人に厳しい態度で接する強気な性格で、新人である工兵にも容赦がない。
天才的な技術とビジネスパーソンとしてのプロ意識を持ち、フォーマルな場では礼儀正しい応対をするが社内では孤立し、コミュニケーション能力は皆無に等しい。野生の獣のように凶暴な面を持ち、気に入らないことがあると工兵をはじめ会社の同僚に対して怒りを露わにしてドライバーを突き立てたり、工具や機材を投げつけ、姪乃浜梢とは喧嘩の果てに流血沙汰に至ったこともある。外見から未成年や中学生と誤解されやすく、補導された際には警官とも取っ組み合いをしたという。会社の外での人間関係はうかがえず、アマチュアの合唱団に参加しているようだが、そこでも人付き合いはないらしい。社内でも周囲の意見に耳を傾けず独断専行で基本的に一人ですべての業務を行い、工兵が入社するまでは昼食を共にしたりオフに遊ぶ相手はカモメだけだった。工兵が自分の部下になってからは上司としての責任感を抱くようになる。
ツナが好物であり、食生活はツナを中心に据えている。社内ではキャミソールにプリーツスカートといった動きやすく可愛らしい衣装を好んで着用しており、スーツの類は苦手。異性の視線への無頓着さからスカートで作業したり、人目を気にせず着替えを始めたりして、無自覚に工兵を困らせることもある。キスの経験もなく恋愛関係には疎いようである。
千代田区猿楽町の高級マンションで一人暮らしをしているが、部屋には家具をほとんど置いておらず、カーテンすら無い。一方で四谷にトランクルームを借りそちらに家具類や資料類を預けているなど、私生活は謎に包まれていた。
名前の由来は、福岡市地下鉄空港線の室見駅と福岡市地下鉄七隈線の七隈駅（旧姓）。
カモメ
声 - 堀江由衣
パートタイムの女性で、SE部所属のアシスタント。本名：賀茂 芽衣（かも めい）。在職していたリーマン・ブラザーズ倒産後、六本松の誘いを受けてスルガシステムに入社した。立華とは公私にわたる仲で、その過去なども知っている様子。彼女を下の名前で呼び、部屋の合鍵も預かっている。しばしば自己中心的になりがちな立華を戒めるが、心配のあまり行き過ぎた挙に出ることも。工兵が入社後は、立華と仲が良い様を見て取って二人をくっつけようとしている。工兵にはしばしばアタックを受けるがすべて軽くあしらっている。
仕事の能力が高く、その幅も広い。ライターの経験を活かして求人広告に就職体験談を書いたり、京都の花札屋さんの法務部勤めの経験を活かして契約書の処理を担当したり、電気工事を自分でやってしまったり、休日には秋葉の店舗に顔を出したりと、マルチな能力の持ち主だがパートゆえに定時になると帰宅する。前職には経団連の事務もあった。普段は折り目正しく物腰の柔らかい優しい女性であるが、時折「柔らかく威圧」するなど、ただものではない様子を見せる。大変な酒豪であり、飲み比べした相手を病院送りにしたこともあり、一部の酒屋からは出入り禁止となっている。
名前の由来は、福岡市地下鉄七隈線の賀茂駅。
藤崎 伊左次（ふじさき いさじ）
声 - 浜田賢二
SE部部長で、工兵のチームのリーダー。いつも多忙で、腰の低い印象だが策士な面もあり、工兵の交渉能力などを考慮してOJTの名目で立華の下につかせる。
元々NBLに勤務していたが、派閥争いに嫌気がさしスルガシステムの立ち上げに関わった。社内では古株であるが、当時の同僚はほとんど辞めてしまっている。常日頃から社長が無茶振りする業務を押し付けられており、電話にも新しい仕事の下命かと戦々恐々とした様子で出てくる。古株だけに業界に顔が広く、取引先とは、ミーティングを兼ねた宴会で、名店を紹介しあう仲。また、その人脈で工兵を助けることもある。
自宅は埼玉県川越市内の東武東上線沿線にあるらしい。妻子持ち。
名前の由来は、福岡市地下鉄空港線の藤崎駅。
三沢（みさわ）
第8巻に登場する。社内では藤崎に次ぐ古株の社員であるが、初登場時点で2年間客先に常駐していた。能力は確かなようで立華に認められているが、影が非常に薄く、新卒の茶山は認識していなかった。
名前と対応する駅は西日本鉄道天神大牟田線の三沢駅。

#### OS部（オペレーションサービス部）
姪乃浜 梢（めいのはま こずえ）
声 - 茅野愛衣
第2巻より登場する。OS部所属の工兵の同僚の女性。大阪出身で地元の専門学校を卒業後にスルガシステムに入社。社員としては工兵の1年先輩だが年齢では工兵より年下。普段は標準語を話す。実家は大阪市内の真田山周辺。
小柄だがサイズの大きい服を着ていたり、ショートボブの頭は寝癖がついたままだったりと、地味で野暮ったい印象であるが、よく見ると可愛らしい顔をしており、胸も大きめ。立華とは仕事上でことごとく対立する犬猿の仲で、業務で交換するメールでは罵倒しあい、顔を合わせるとつかみ合いの喧嘩になることもある。そのためSE部に良い印象を持っておらず、OS部の敵であるとすら思っていた。
居酒屋で酔ってへたり込んでいたところで出会った工兵に当初は好印象を抱いていたが、立華と同じSE部の人間であると分かると態度を一転させ、出会った途端逃げ出す様になり、あまつさえ被害妄想的な発言をするほどに不信感を抱くようになった。だが、酔って駅のホームから転落したところを助けてもらい「同じ会社の仲間」として誠実に接する工兵に心を開くようになる。工兵の説明不足の勘違いも相まって単なる同僚以上の好意を抱くようになるが、そのことから工兵は彼女と立華との板挟みになる。
普段はおどおどとした小動物の様な印象があるが、スキルは高い。立華が「生粋のエンジニア」「トラブルシューター」と評し、その実力を認める高度な能力を持っており、とあるシステムトラブルでは危機を回避するために協力し合う。専門学校時代にはバイト先でも周囲から突出したスキルを活かしていたが、退職時の引き継ぎに失敗し所属していた部署を一つ潰してしまった。その苦い経験から業務のドキュメント化などに強いこだわりを見せるが、彼女の努力はあまり理解されず、社内に味方を持てず立華との衝突もあって強くもない酒を飲むようになっていた。そんな中でも、仲間として接してくる工兵を強く信頼しているが、時にストーカーじみた言動を示して工兵を引かせる。梢の脳内では工兵と結婚していることになっている。
大酒呑みで酒乱の気もあり、酒を呑むと人が変わり突拍子もない行動に出る。たびたび禁酒も志すがうまくいっていない。
名前の由来は、福岡市地下鉄空港線の姪浜駅。

#### SD部（ソフトウェア開発部）
福大（ふくだい）
SD部所属のプログラマー。30歳代前半の男性。ウェブアプリケーション開発やOSSのカスタマイズが専門。
肥満気味で、デスク周辺にアニメ調のポスター、フィギュア、DVDパッケージを所狭しと置いており、典型的なアニオタ的人物。
立華の入社歓迎会の際にセクハラを行い、ドロップキックで壁に叩きつけられた。それ以後、立華との関係はあまりよくはない。
技術者としては天才的で、頭の中で設計したものをそのまま実装してしまう程。
瞬間湯沸かし器の異名を持ち、カッとなりやすい。
名前の由来は、福岡市地下鉄七隈線の福大前駅。

#### 総務部
採用担当
20歳代後半の男性。線の細い柔和な顔立ち、女性と見まごうばかりに白い肌の、茶髪ロンゲの優男。
でっちあげの体験談を含む求人広告を掲載したり、偽りの採用人数を工兵に伝える等、工兵がスルガシステムに入社するきっかけを作った。職種上労務管理については詳しく、社労士の資格も取得しているようである。

#### 未配属の新入社員
第13巻にて新卒の新入社員が入社する。入社数は10名と言う（全社員30名のスルガシステムとしては）大所帯で、大多数の入社動機は採用サイトに書かれていた工兵に憧れてのものだった。新入社員の学歴も青山学院大学や横浜市立大学などの有名大学出の社員がそろっている。工兵が新人教育を担当することとなったが、トラブルが続出し早々に一人退職してしまい、工兵は新人たちから見限られそうになる。だが研修方法を見直したことで効果が上がり、研修は無事に終わる。
茶山春木（ちゃやま はるき）
23歳。有名私大の社会情報学部卒。在学中は学生ベンチャーにも参加し、ESSやテニスサークルに所属していた関係で人間関係の調整が得意。スルガシステムと並行で受けていた会社はコンサルティング・ファームとソーシャルゲーム会社。
上昇志向が強く所謂「意識高い系」男子。学生時代から社会人生活を送っていたこともあり、生意気な態度が目立つ。
名前の由来は、福岡市地下鉄七隈線の茶山駅。
箱崎宮乃（はこざき みやの）
22歳。実家暮らしで一人娘。会社役員の父と専業主婦の母を持ち何一つ不自由ない生活を送ってきた。小中高は私立一貫。推薦入学した横浜の公立大学卒業で国際総合科学専攻。とろんとした眼差しの天然系女子。どのような状況でもプライベートを優先し、果ては勤務時間中に喫茶店で時間をつぶしていたりしていた。
あるミッションを達成した結果、書店で業務に関連性の高い書物を買いあさり自己研鑽に励むようになる。
名前の由来は、福岡市地下鉄箱崎線の箱崎宮前駅。

#### 社長
六本松 健造（ろっぽんまつ たけぞう）
声 - 三宅健太
外見の印象は「子泣き爺」。人の話を適当に聞き流したり、人の名前を覚えようともせず、工兵らの名前を正しく呼んだことはほとんどない。社長でありながら場の空気が悪くなると逃げ出したり、社員と食事に行くと高い店に入って割り勘したり、なにより現場を無視して無謀な案件を取ってくるので社員たちからの評判は最悪。強引で厚顔な性格は顧客に対しても発揮され、そのため取引先の一部からは出禁を喰らったりもしている。それでもなんだかんだで途切れずに仕事を取ってくるあたり、営業としては有能なのかもしれない。出身地は静岡市駿河区で、それに因み駿河台にスルガシステムを設立した。
スルガシステムの前にも、ロシア向けの版権ビジネスに手を出すなど、ロシアとの貿易事業を展開していた。幕張在住。
名前の由来は、福岡市地下鉄七隈線の六本松駅。

#### 従業員の家族
桜坂 誉（さくらざか ほまれ）
声 - 佐倉綾音
工兵の妹。浜松市立八柱中学3年生。不審者に対峙しても物怖じせず撃退にかかる強気の性格。一方で相手の心情を読み取る機微も持ち合わせる。
賀茂 玲（かも れい）
第6巻エピソード3に登場する。カモメの従弟。国立大出身・トリリンガル・JT&Wのエンジニアと絵に描いたような優秀な人材で、スルガシステムに中途採用の面接を受けに来たことがある。エンジニアとしての能力も非常に高く、技術的な質問にもスラスラ回答して、立華を圧倒する。

### スチームパンク・カフェ バベッジクラフト
番外編『なるほど楽しい?休日出勤』に登場。秋葉原にあるコンセプトカフェ。『スチームボーイ』や『天空の城ラピュタ』に代表されるスチームパンクSFの舞台をイメージした店内装飾、および店員の扮装がウリ。共同経営者で現場のリーダーはカモメ。
ロココ
バベッジクラフト店員。偶々目前を通りかかった立華がカフェ店員の衣装とそっくりの服装をしていたため、仕事からエスケープした新人と間違えて連れ戻そうとして悶着になる。怪力。

### 業平産業株式会社
電子部品の専門商社で業界第3位。資本金100億円超の一部上場企業。御成門駅から徒歩5分程の所に本社を構える。社員数は約700名。
橋本 文月（はしもと ふみづき）
声 - 井上麻里奈
第3巻より登場する。業平産業システム本部の女性課長。29歳。整った顔立ちとプロポーションで、ビジネスの場では冷静・沈着・無表情。
過去の経験から仕事とプライベートをきっちり分ける性格で、プライベートでは女性らしく柔らかい一面も見せ、メールの文面はかわいらしく、顔文字も使う。業務をスルガシステムに委託した縁で知り合った工兵とは、日本酒などの共通の趣味を通して私的に仲良くなり、時折2人で飲んでいる。工兵には開けっぴろげな所も見せる。カラオケではアンパンマンのマーチなどのキッズアニメを十八番とする。
名前の由来は、福岡市地下鉄七隈線の橋本駅。

### 株式会社JT&W（ジャパンテレコミュニケーション&ワイヤレス）
国内最大手の通信会社。携帯から固定電話、インターネット接続の通信分野のほか、グループ全体で不動産業から出版業までを一手に扱うメガキャリア。社員数は約10,000名（グループ連結200,000名）。本社所在地は千代田区大手町。工兵も就職活動の際に志望したがエントリーシートの段階で落とされた。
梅林（うめばやし）
ソリューション営業本部のセールスエンジニア。入社10年目、三十路のベビーフェイス。一見常識的で温厚な性格だが、実際はエリート意識の強い人間。業平産業案件では工兵たちに案件から手を引くよう忠告してきた。しかし自分たちの提案が敗れ、スルガシステム提案が採用された時には取り乱した。第8巻にも登場し、その際にも工兵への敵愾心を持っていたが、面白キャラに変貌していた。
失注の連続で干され気味となり、送り込まれたアズマ電器で次郎丸に共闘を持ちかけられる事になる。
育児ノイローゼの妻がいる。
名前の由来は、福岡市地下鉄七隈線の梅林駅。

### 扶桑通建株式会社
通信建設業界のトップ企業であり、JT&Wの下請けとして工事を行ってきた。秋葉原に本社ビルを構える。社員数は約4,000名。
薬院 加奈子（やくいん かなこ）
声 - 日笠陽子
第4巻より登場する。ベターメディアの本社移転プロジェクトで、LANベンダーとしてレイヤー1・2を担当するエンジニア。施設技術部に所属。
和歌山県出身の25歳。ショートカットのボーイッシュな女性で、上がり眉と挑むような三白眼、褐色がかった瞳が特徴。東急東横線自由が丘駅付近に居住。
男所帯の扶桑通建において、数少ない女性の新卒社員だったため強面のチームメンバー全員に可愛がられている。
システムや通信の会社と思い入社したため、当初ガテン系の実態に戸惑うが順応し、作業着とヘルメットを着用し光ファイバーの融着作業や高所作業車での引き込み作業もこなす。
別府に代わって急遽プロジェクトマネージャになった工兵とことごとく対立するも、和解してプロジェクトを完了させる。立華を尊敬しており、彼女の頼みから西新伊織から持ちかけられた副業の件で精神的に追い詰められていた工兵を助けた。
高校時代から恋愛よりも受験や就職活動を優先してきたため、男性にアプローチされたことはあるが、彼氏なし状態が続いており、高校時代の友人典子に合コンをセッティングされる事に。男性のタイプは真面目で身体を動かすことを好み、一緒にスポーツできそうな人。
体育会系でスポーツ全般をこなすが、最近は時間の制限でスカッシュ程度。
名前の由来は、福岡市地下鉄七隈線の薬院駅。

### AKネット
コンサルティングを生業とする社員数名の小さな会社。社長が株式会社ベターメディアの社長とゴルフ仲間のため別府を売り込む。
別府（べふ）
AKネットの敏腕PM（プロジェクトマネージャ）。
仮だから後で変更できる、と言いながら仮工程表を組み、言質を取ると無理やりその日程を強制するなど、同業者の評判は良くなかった。ベターメディア案件でもPMを務めたが、顧客とプロジェクトメンバーの板挟みになり仕事を投げ出して逃亡した。その後の消息は不明。
名前の由来は、福岡市地下鉄七隈線の別府駅。

### 株式会社椰子の木
表参道にオフィスを置くベンチャー企業。会員制の通販会社で社員が海外で見つけてきた健康食品やコスメを扱う。
西新 伊織（にしじん いおり）
工兵の大学時代の同級生で、同じゼミに所属。ゼミの中ではアイドル的な存在だった。新卒で入社した都銀から間もなく「椰子の木」に転職した。
自分に振られたオフィス内の無線LAN導入の仕事を面倒に思い、ゼミの飲み会で工兵がシステム開発会社で働いていることを知って彼にバイトを頼む。確定申告等に引っかからない程度の収入額を工兵に提案するも、あくまで自分の都合のためでしかなく、困ったような様子で工兵に頼んでは彼が断りづらくなるような状況に持ち込んだ。無線LANとは関係ないパソコントラブルまで対処させようとした挙句、勤務中や休日にも関わらず工兵を会社に呼びつけ、過労にまで追い込む。これが立華の逆鱗に触れてしまい、扶桑通建株式会社と共に訪れた彼女によって合法的な手段で追い詰められ、工兵へ無理難題を押し付ける計画が頓挫した。酔った勢いで同級生たちにも工兵を安上がりな雑用扱いしていることを公言してしまっていたため、同級生たちからも危険な女性として避けられるようになり、その後は会社に居づらくなって転職した。その転職先では更に肌が合ったため活躍しているらしく、工兵からは自分とは二度と関わらない世界で活躍してくれるよう願われている。
名前の由来は、福岡市地下鉄空港線の西新駅。
社長
株式会社椰子の木の社長。大学在学中から起業活動を行なっていた男性で外見は江口洋介に似ている。工兵にとって大学の先輩に当たる。伊織とは恋人関係である。

### NBL（日本ビジネスインフラ・リミテッド）
国内最大手のコンピュータ企業。一部上場企業。連結従業員数20万人超。配下のグループ会社は数百社におよび、全国至る所に拠点とオフィスビルを持っている。就職活動の人気ランキングでは必ず上位10社に食い込んでくる超優良企業。傍から見れば誰もが羨む超一流企業であるが、かつて在籍していた藤崎からは『魔窟』と評されNBL内部では安武部長の派閥と高宮本部長の派閥が存在し、派閥争いを繰り広げている。
金山（かなやま）
リテイル本部ECユニットの副部長。かつてNBLで働いていた藤崎と同じチームだった。カウルドットコム案件の人員調達のため藤崎に打診してくる。安武部長派に与する。
名前の由来は、福岡市地下鉄七隈線の金山駅。
大濠（おおほり）
ECユニットのインフラチームリーダー。30歳くらいの角刈りで肩幅が広くスポーツマン然とした男性。ハーフリムの眼鏡をかけている。高宮本部長派に与する。
名前の由来は、福岡市地下鉄空港線の大濠公園駅。

### 株式会社スピリッティア
NBLの完全子会社。高騰する内製コストを抑制するためNBL内部で試験的に作られた社内ベンチャーの一つ。
貝塚 悠里（かいづか ゆうり）
31歳の狐目の女性。肩書きはデータベースアーキテクト。喫煙者。カウルドットコム案件で3人目のデータベース担当。三重県四日市市出身、関西の私大卒。現在は等々力で一人暮らし。
名前の由来は、福岡市地下鉄箱崎線の貝塚駅。

### アルマダ・イニシアティブ合同会社
創立数年のITベンチャー。社員数80名程度。本社所在地は港区愛宕。代表の人脈を駆使し、内製主義、外部業者を使わないことを売りに攻勢をかける。リドルトリル案件をはじめとするスルガシステムの案件を奪取し窮地に追い込む。完全実力主義で能力のみに従い、ポジションと仕事が割り当てられる。フレックスタイム制を採用。
次郎丸 縁（じろうまる ゆかり）
第8巻に登場する。工兵と同じ新人ながら数千万円規模の提案責任者を務める女性。髪型はショートボブ。体育会系で高校時代に陸上部でインターハイに出場する程のパフォーマンスを有する。新卒という立場、エンジニアとしてのポジション、マゾヒスティックなまでの好奇心、経験への飢餓感等、工兵の鏡写しのような存在。
京王多摩センター駅付近に在住。外交官の父を持ちシンガポール生まれ。イタリア語、英語、ロシア語、アフリカーンス語、ドイツ語を話すことができる。
名前の由来は、福岡市地下鉄七隈線の次郎丸駅。
チェスター・ローズ
アルマダ・イニシアティブ代表。元アトランタコンピュータの日本支社長という経歴から業界での人脈が広い。長身、アングロサクソン特有の鷲鼻、碧眼、肌は白くブロンドの巻き髪を有する。

### デジタル・ヴィレッジ
オーストリアのキャリアOBT（オストベルク・テレコム）の日本支社メンバーがアルテリカの支援を受け設立。スルガシステムが買収し子会社となった。従業員数は8名程。スルガシステムとは違い、残業手当やタクシー代を全て漏れなくきっちりと請求している上、収益率が低い案件しか無い為、月の赤字が80万にも上ることがわかり、会社清算の危機に遭う。従業員は利益管理の意識が皆無に等しく、工兵と衝突する。買収前は優良企業と言う情報だったが、実態は優良案件の担当者が買収前に辞職し、案件毎アルテリカに持ち去って転職していた。
エリザベート・ラピス・アカサカ
オーストリア人の父を持つハーフ。緑眼、シルバーブロンドの女性。日本生まれ、日本育ち。通称：リシー。デジタル・ヴィレッジ創設メンバーの一人。
名前の由来は、福岡市地下鉄空港線の赤坂駅。

### アルテリカ
人事総務系パッケージソフトウェアの有力メーカー。優良企業と言って差し支えないが、伸び悩みが見られ企業投資を積極的に行っている。
クラウス・アカサカ
リシーの兄。プライドが高く上昇志向の塊でリシーと折り合いが悪い。父方の祖国オーストリアへ留学後、OBTへ就職。OBT日本法人設立及びデジタル・ヴィレッジ設立を主導する。

### コンチェルトキャピタル株式会社
ベンチャーキャピタルでありスルガシステムの出資元。本社所在地は丸の内、新丸の内ビルディングの高層階。
七隈 陣（ななくま じん）
肩書きはシニアアソシエート。立華の母親の7歳年下の弟であり、立華の後見人のような立場にある。
名前の由来は、福岡市地下鉄七隈線の七隈駅。

### 星条学園
世田谷にある中高一貫の名門私立で、良家の子女が通い、東大合格者が多い有名校。
香椎 瀬那（かしい せな）
星条学園の（高校）3年生で明治大学への進学が決まっている。立華の事を「七隈さん」と呼び、その過去を知る少女。
名前の由来は、西日本鉄道貝塚線の西鉄香椎駅。

## 用語
SRG46
工兵が提案した自社製品サービスでIPv6トランスレーターサービスである。スルガシステムは第8巻にて競合他社に既存案件を奪われ、経営危機に陥ったため六本松の提案で自社製品サービスの開発を社内公募で呼びかけた。社内では立候補する人間は当初誰もいなかったのだが、他薦にて呼びかけたところ工兵、立華、梢が新事業立ち上げの担当者となってしまう。製品サービス自体は立ち上げはスムーズに行ったものの、販売面ではユーザーからの反応は全くと言っていいほどなく、工兵は状況を打開するため代理店制度を実行することを思い立つ。だが、説明会に参加していた競合他社が工兵の製品サービスを盗作し、あろうことか自社製品サービスとして販売しようとしていたことが分かり窮地に陥る。工兵は悪状況を打開するため、六本松のコネを使い、総務省への導入実績を作り事なきを得る。

## 制作背景
この作品が誕生するきっかけは、原作者の夏海がデビュー作を終わらせた後に次回作の構想が難航していた際に、夏海のSE時代の苦労話を聞いた担当編集者がそのネタを作品として薦めたことによる。
夏海は、『ガーリー・エアフォース』のアニメ化の話を聞いた時、「ビックリしたというのが正直なところですが、何にビックリしたのかというと、『なれる!SE』じゃないの?という（笑）。コミカライズされて、オーディオドラマも制作されていたので、次はアニメというお話が来るのかと思っていました」と語っている。

## 評価
サブカルチャー研究を行う山中智省は本作が刊行開始された2010年という時期に着目した。このころにはライトノベルの読者年齢が以前に比べて上がっていると認識されており、2010年代に突入すると主人公の設定年齢の上昇や物語の舞台が大学や一般社会に移っていくなど、作品の内容にも変化が表れるようになっていた。そして本作はこの過渡期を象徴する作品の一つであるとともに、本格的な職業もののジャンルを開拓した草分け的な存在であると山中は述べている。

## 既刊一覧

### 小説
- 夏海公司（著）・Ixy（イラスト） 『なれる!SE』 アスキー・メディアワークス→KADOKAWA〈電撃文庫〉、全16巻
  - 『なれる!SE 2週間でわかる?SE入門』、2010年6月10日初版発行（同日発売[207]）、ISBN 978-4-04-868605-1
  - 『なれる!SE2 基礎から学ぶ?運用構築』、2010年10月10日初版発行（同日発売[208]）、ISBN 978-4-04-868937-3
  - 『なれる!SE3 失敗しない?提案活動』、2011年1月10日初版発行（同日発売[209]）、ISBN 978-4-04-870181-5
  - 『なれる!SE4 誰でもできる?プロジェクト管理』、2011年5月10日初版発行（同日発売[210]）、ISBN 978-4-04-870528-8
  - 『なれる!SE5 ステップ・バイ・ステップ?カスタマーエンジニア』、2011年9月10日初版発行（同日発売[211]）、ISBN 978-4-04-870809-8
  - 『なれる!SE6 楽々実践?サイドビジネス』、2012年2月10日初版発行（同日発売[212]）、ISBN 978-4-04-886350-6
  - 『なれる!SE7 目からウロコの?客先常駐術』、2012年8月10日初版発行（同日発売[213]）、ISBN 978-4-04-886853-2
  - 『なれる!SE8 案件防衛?ハンドブック』、2012年12月8日初版発行（同日発売[214]）、ISBN 978-4-04-891167-2
  - 『なれる!SE9 ラクして儲かる?サービス開発』、2013年5月10日初版発行（同日発売[215]）、ISBN 978-4-04-891621-9
  - 『なれる!SE10 闘う?社員旅行』、2013年8月10日初版発行（同日発売[216]）、ISBN 978-4-04-891859-6
  - 『なれる!SE11 絶対?管理職宣言』、2013年12月10日初版発行（同日発売[217]）、ISBN 978-4-04-866290-1
  - 『なれる!SE12 アーリー?リタイアメント』、2014年10月10日初版発行（同日発売[218]）、ISBN 978-4-04-866993-1
  - 『なれる!SE13 徹底指南?新人研修』、2015年8月8日初版発行（同日発売[219]）、ISBN 978-4-04-865339-8
  - 『なれる!SE14 世にも奇妙な?ビジネスアライアンス』、2016年1月9日初版発行（同日発売[220]）、ISBN 978-4-04-865662-7
  - 『なれる!SE15 疾風怒濤?社内競合』、2017年1月10日初版発行（同日発売[221]）、ISBN 978-4-04-892610-2
  - 『なれる!SE16 2年目でわかる?SE入門』、2017年8月10日初版発行（同日発売[222]）、ISBN 978-4-04-893276-9

### 漫画
- 夏海公司（原作）・Ixy（キャラクター原案）・鶴山ミト（作画） 『なれる!SE』 エンターブレイン→KADOKAWA〈ファミ通クリアコミックス〉、全4巻
  1. 2012年3月27日初版発行（3月15日発売[223]）、ISBN 978-4-04-727944-5
  2. 2012年11月15日発売[224]、ISBN 978-4-04-728504-0
  3. 2013年5月15日発売[225]、ISBN 978-4-04-728908-6
  4. 2014年1月24日初版発行（1月14日発売[226]）、ISBN 978-4-04-729332-8

## 連載
- 『なれる!SE番外編 手軽に始める?深夜残業』

週刊アスキー2010年6月22日号（2010年6月8日発売） - 同年7月13日号（同年6月28日発売）
『2週間でわかる?SE入門』の後日談
- 『なれる!SE番外編 なるほど楽しい?休日出勤』

週刊アスキー2010年10月19日号（2010年10月5日発売） - 同年11月9日号（同年10月26日発売）
- 『なれる!SE番外編』

週刊アスキー2011年3月1日号（2011年2月15日発売） - 同年3月22-29日号（同年3月8日発売）
主要登場人物がはじめて触れたパソコンにまつわる物語
- CASE1 桜坂工兵の場合（199X年） - PC-9801VX
- CASE2 カモメの場合（198X年） - X68000
- CASE3 藤崎伊左次の場合（198X年） - FM-7
- CASE4 室見立華の場合（20XX年 現代） - キングコングCF-2000

- 『なれる!SE もう悩まない?システムサイジング』

電撃文庫magazine Vol.24（2012年2月10日発売）
- 『なれる!SE 誉=コンティンジェンシー』

電撃文庫magazine Vol.27（2012年8月10日発売）
上記2作は加筆、訂正の上『なれる!SE10 闘う?社員旅行』に収録
- 『社長が働く?日』

電撃文庫ブロマガ（2014年1月3日より週1回更新、全5回）
- 『先客万来?ゲーム開発』

電撃PlayStation 10/18号増刊（Vol.574）（2014年9月4日発売） 特別付録 電撃PS文庫
- 『なれる!SE ヤマハ?の歩きかた』

ASCII.jp（2016年2月29日 - 2016年11月22日、全7回）

## ドラマCD
2012年12月5日にランティスより、『60分で聴く新人ＳＥのごくごく平均的な日常』が発売された。 公式サイトで無料配信されたボイスドラマ及びキャストコメント・キャラクターソングを収録。夏海公司書き下ろし短編小説「社内レクリエーション?のススメ」が添付された。

## 公式サイト
以下のコンテンツが提供されている。
- インターネットラジオ・ボイスドラマ無料配信（2012年8月24日から11月30日まで隔週更新）
- 株式会社スルガシステム裏業務日報
- なれる!SE相談室
- ドラマCD発売記念特別短編「立華ズ・ブートキャンプ」

## なれる!SE 間違いだらけの?IT用語辞典（中二版）
ASCII.jpにて、2013年1月31日より2014年1月30日まで連載。桜坂工兵と室見立華による“中二っぽい”IT用語の解説コーナー。